# Georgisk dröm – demokratiska Georgien
Georgisk Dröm – Demokratiska Georgien (georgiska: ქართული ოცნება–დემოკრატიული საქართველო, kartuli otsneba–demokratiuli sakartvelo, KODS) är politiskt parti i Georgien bildat den 19 april 2012, huvudsakligen av affärsmannen och politikern Bidzina Ivanisjvili. Partiet utmanade det länge styrande partiet, Enade Nationella Rörelsen, i parlamentsvalet i oktober 2012 där man vann jordskredsseger med 54,97% av rösterna. I valet 2024 vann man, enligt nationens valmyndighet, med 54 procent av rösterna.
Partiet utvecklades ur den folkliga rörelsen georgisk dröm, startad av Bidzina Ivanisjvili som en plattform för hans politiska aktiviteter i december 2011. Eftersom Ivanisjvili inte var en georgisk medborgare vid tiden för partiets konstitutionsmöte, valdes Manana Kobachidze som tillförordnad ledare över partiet. Partiet har flera andra kända politiker bland sina medlemmar, däribland Sozar Subari, tidigare diplomaten Tedo Dzjaparidze, schackmästaren Zurab Azmaiparasjvili och författaren Guram Odisjaria. Dessutom har även kända profiler, däribland den tidigare fotbollsspelaren Kacha Kaladze, visat sitt stöd för partiet.
Georgisk dröm – demokratiska Georgien ingår i en partikoalition som bildats av Georgiens republikanska parti, Fria Demokraterna, Nationellt forum, Georgiens konservativa parti samt Industrin kommer att rädda Georgien. Koalitionen går under namnet Georgiska drömmen.
Den 20 november 2013 avgick Bidzina Ivanisjvili som partiledare och som premiärminister på egen begäran. Han efterträddes av Irakli Gharibasjvili på bägge posterna.
Politiken i Georgien präglas i hög grad av oligarken Bidzina Ivanishvilis, ledaren för Georgisk dröm, inflytande. Han styr landet bakom kulisserna. Ivanishvili satt själv ett år som premiärminister och när han avgick år 2013 tillsatte han sina förtrogna på viktiga poster inom administrationen.  I november 2020 vann det styrande regeringspartiet Georgisk dröm, lett av Bidzina Ivanishvili, parlamentsvalet i Georgien. Oppositionspartiet Förenade nationella rörelsen (UNM) accepterade inte valresultatet.

## Partiledare
1. 2012–2013 Bidzina Ivanisjvili
2. 2013– Irakli Gharibasjvili